# Distichodus langi
Distichodus langi är en fiskart som beskrevs av Nichols och Griscom, 1917. Distichodus langi ingår i släktet Distichodus och familjen Distichodontidae. IUCN kategoriserar arten globalt som otillräckligt studerad. Inga underarter finns listade i Catalogue of Life.